# Oberdieten
Oberdieten is een plaats in de Duitse gemeente Breidenbach, deelstaat Hessen, en telt 740 inwoners.